# Mount Scott (Antarctica)
Mount Scott is een berg in Grahamland op Antarctica. De berg is een hoefijzervormig massief op het Kiev Peninsula aan de westkust van Grahamland, die aan de zuidwestkant in open verbinding staat met Girard Bay en de noordwestelijke kant met Lemaire Channel.
De berg werd ontdekt door de Belgische Antarctische expeditie van 1897-1899. De berg werd in kaart gebracht door Jean-Baptiste Charcot, leider van de Franse Antarctische expeditie in 1908-1910, en vernoemd naar kapitein Robert Falcon Scott.

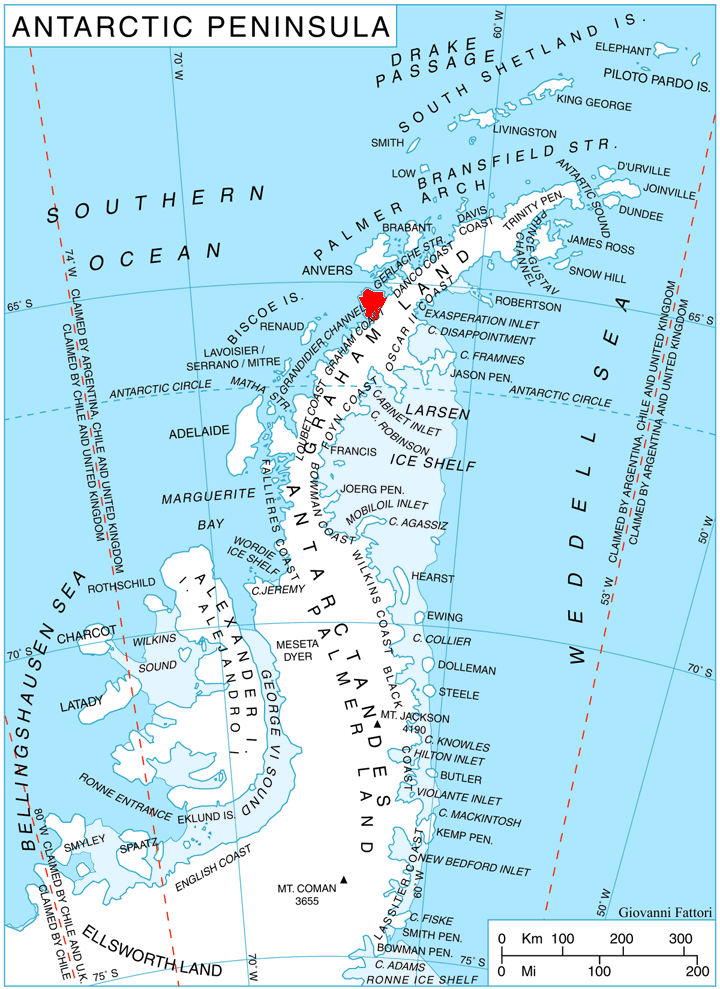
Het Kiev-schiereiland weergegeven